# 徐冠仁
徐冠仁（1914年3月7日—2004年2月18日），男，江苏南通人，中国核农学家，中国农业科学院原子能利用研究所创建者、研究员、名誉所长。

## 生平
1934年毕业于國立中央大学，1950年取得明尼苏达大学博士学位。1980年当选为中国科学院学部委员（院士）。1986年获得母校明尼苏达大学授予的杰出成就奖章。